# Another Ticket
Another Ticket je sedmé sólové studiové album anglického hudebníka Erica Claptona. Vydalo jej v únoru roku 1981 hudební vydavatelství Polydor Records. Jeho producentem byl Tom Dowd a nahráno bylo během roku 1981 ve městě Nassau na Bahamách. V hitparádě Billboard 200 se album umístilo na sedmé příčce. Stejně jako u předchozích Claptonových alb i toto obsahuje několik coververzí; nachází se zde písně od Muddyho Waterse či Sleepy Johna Estese. Jde o jeho poslední řadové album vydané společností Polydor Records.

## Seznam skladeb
| Pořadí | Název               | Autor                    | Délka |
| ------ | ------------------- | ------------------------ | ----- |
| 1.     | Something Special   | Eric Clapton             | 2:36  |
| 2.     | Black Rose          | Troy Seals, Eddie Setser | 3:44  |
| 3.     | Blow Wind Blow      | Muddy Waters             | 2:58  |
| 4.     | Another Ticket      | Clapton                  | 5:43  |
| 5.     | I Can't Stand It    | Clapton                  | 4:07  |
| 6.     | Hold Me Lord        | Clapton                  | 3:27  |
| 7.     | Floating Bridge     | Sleepy John Estes        | 6:32  |
| 8.     | Catch Me If You Can | Clapton, Gary Brooker    | 4:24  |
| 9.     | Rita Mae            | Clapton                  | 5:03  |

## Obsazení
- Eric Clapton – kytara, zpěv
- Chris Stainton – klávesy
- Albert Lee – kytara, zpěv
- Gary Brooker – klávesy, zpěv
- Henry Spinetti – bicí, perkuse
- Dave Markee – baskytara